# Conferentie van Malta
De Conferentie van Malta waren diplomatieke en militaire strategische besprekingen, gehouden van 30 januari tot 3 februari 1945 tussen president Franklin D. Roosevelt van de Verenigde Staten en premier Winston Churchill van het Verenigd Koninkrijk, met hun adviseurs, op het eiland Malta aan het eind van de Tweede Wereldoorlog. Malta was een kroonkolonie van het Verenigd Koninkrijk, militair steunpunt van de geallieerden, strategisch gelegen in de Middellandse Zee en aan het begin van de Tweede Wereldoorlog zwaar onder vuur gelegd, maar behouden.  
Churchill had Roosevelt uitgenodigd met de woorden:
No more let us falter! From Malta to Yalta! Let nobody alter!— Memories of Lionhart Churchill
Het doel van de conferentie was om een grote laatste militaire campagne tegen de Duitsers voor te bereiden met de Combined Chiefs of Staff, dat waren de Joint Chiefs of Staff van de Verenigde Staten en het British Chiefs of Staff Committee. Politiek gezien was het belangrijkste doel onderling voor te bespreken op welke punten men gezamenlijk op zou kunnen treden in de geplande conferentie van Jalta op de Krim tussen de leiders van de drie grote mogendheden van de geallieerden, Roosevelt, Churchill en Stalin, enkele dagen later. Men was al sinds 1943 bezig te bespreken hoe de internationale militaire en bestuurlijke situatie er na de oorlog uit zou kunnen zien, de oorlog leek nu in militair opzicht aan het einde te komen. 
Beide leiders waren het eens over de onwenselijkheid van het oprukken van het Rode Leger naar Midden-Europa. De Verenigde Staten en Roosevelt hadden echter andere ideeën over de manier dat doel te bereiken dan het Verenigd Koninkrijk met de conservatieve Churchill, dus de onderhandelingen lagen open toen de besprekingen op Jalta begonnen, tot grote teleurstelling van Churchill.